# Championnat du Portugal d'échecs

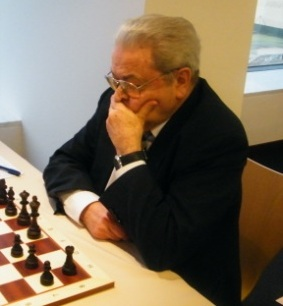
Le MI Joaquim Durão, champion du Portugal à 13 reprises

Le championnat du Portugal d'échecs est un championnat national d' échecs annuel qui se déroule au Portugal, organisé par la Fédération  portugaise des échecs]. Il a été créé en 1911, mais seulement à partir des années 1950 qu'il acquit une régularité et qu'il est joué chaque année, à quelques exceptions près.

## Palmarès

### 1911 à 1993
| N° | Année | Ville     | Vainqueur           |
| -- | ----- | --------- | ------------------- |
| 1  | 1911  |           | António Maria Pires |
| 2  | 1926  |           | Mário Machado       |
| 3  | 1940  |           | João Moura          |
| 4  | 1942  |           | Carlos Pires        |
| 5  | 1944  |           | Carlos Pires        |
| 6  | 1946  |           | Mário Machado       |
| 7  | 1947  |           | Leonel Pias         |
| 8  | 1948  |           | Mário Machado       |
| 9  | 1951  |           | João Moura          |
| 10 | 1952  |           | João Moura          |
| 11 | 1953  |           | Daniel Oliveira     |
| 12 | 1954  |           | João Mário Ribeiro  |
| 13 | 1955  |           | Joaquim Durão       |
| 14 | 1956  |           | Joaquim Durão       |
| 15 | 1958  |           | Joaquim Durão       |
| 16 | 1959  |           | Joaquim Durão       |
| 17 | 1960  |           | Joaquim Durão       |
| 18 | 1961  |           | Joaquim Durão       |
| 19 | 1962  |           | Joaquim Durão       |
| 20 | 1963  |           | João Mário Ribeiro  |
| 21 | 1964  |           | Joaquim Durão       |
| 22 | 1965  |           | Joaquim Durão       |
| 23 | 1966  |           | João Cordovil       |
| 24 | 1967  |           | João Cordovil       |
| 25 | 1968  |           | Joaquim Durão       |
| 26 | 1969  |           | João Cordovil       |
| 27 | 1970  |           | Joaquim Durão       |
| 28 | 1971  |           | João Mário Ribeiro  |
| 29 | 1972  |           | Joaquim Durão       |
| 30 | 1973  |           | Joaquim Durão       |
| 31 | 1975  |           | Fernando Silva      |
| 32 | 1976  |           | Fernando Silva      |
| 33 | 1977  |           | Fernando Silva      |
| 34 | 1978  |           | Luís Santos         |
| 35 | 1979  |           | Luís Santos         |
| 36 | 1980  |           | António Fernandes   |
| 37 | 1981  |           | Fernando Silva      |
| 38 | 1982  | Mangualde | Luís Santos         |
| 39 | 1983  |           | António Fernandes   |
| 40 | 1984  | Lisbonne  | António Fernandes   |
| 41 | 1985  |           | António Fernandes   |
| 42 | 1986  |           | Rui Dâmaso          |
| 43 | 1987  |           | Fernando Silva      |
| 44 | 1988  |           | António Antunes     |
| 45 | 1989  |           | António Fernandes   |
| 46 | 1990  |           | António Fernandes   |
| 47 | 1991  |           | António Fernandes   |
| 48 | 1992  | Lisbonne  | António Fernandes   |
| 49 | 1993  |           | MI Rui Dâmaso       |

### Depuis 1994
| N° | Année | Ville               | Vainqueur                      | Ville                  | Championne                 |
| -- | ----- | ------------------- | ------------------------------ | ---------------------- | -------------------------- |
| 50 | 1994  |                     | Luís Galego                    | Marinha Grande         | Tania Saraiva              |
| 51 | 1995  |                     | MI Rui Dâmaso                  | Faro                   | Aida Ferreira              |
| 52 | 1996  |                     | António Fernandes              | Matosinhos             | Alda Carvalho              |
| 53 | 1997  |                     | Fernando Ribeiro da Silva (en) |                        | Tânia Saraiva              |
| 54 | 1998  |                     | Carlos Pereira dos Santos      |                        | Alda Carvalho              |
| 55 | 1999  |                     | MI Rui Dâmaso                  |                        | Catarina Leite             |
| 56 | 2000  |                     | Carlos Pereira dos Santos      |                        | Catarina Leite             |
| 57 | 2001  |                     | António Fernandes              |                        | Catarina Leite             |
| 58 | 2002  |                     | Luís Galego                    |                        | Catarina Leite             |
| 59 | 2003  |                     | Diogo Fernando                 |                        | Catarina Leite             |
| 60 | 2004  |                     | Luís Galego                    |                        | Catarina Leite             |
| 61 | 2005  | Vila Real           | Luís Galego                    |                        | Catarina Leite             |
| 62 | 2006  |                     | António Fernandes              |                        | Catarina Leite             |
| 63 | 2007  |                     | Rui Dâmaso                     | Beja                   | Margarida Coimbra          |
| 64 | 2008  | Amadora             | António Fernandes              |                        | Ana Baptista               |
| 64 | 2009  | Amadora             | Rúben Pereira                  |                        | Ana Baptista               |
| 64 | 2010  | Amadora             | Paulo Dias (pt)                | Espinho                | Ana Ferreira               |
| 65 | 2011  | Amadora             | Paulo Dias                     | Vila Nova de Foz Côa   | Margarida Coimbra (pt)     |
| 66 | 2012  | Pampilhosa da Serra | Luís Galego                    | Lisbonne               | Catarina Leite (en)        |
| 67 | 2013  | Lisbonne            | Rui Dâmaso (pt)                | Aveiro                 | Maria Inês Oliveira        |
| 68 | 2014  | Lisbonne            | António Fernandes              | Lisbonne               | Maria Inês Oliveira        |
| 69 | 2015  | Lisbonne            | António Fernandes              | Pedras Salgadas        | Ana Ines Teixeira Da Silva |
| 70 | 2016  | Barcelos            | António Fernandes              | Matosinhos             | Ana Filipa Baptista (en)   |
| 71 | 2017  | Gaia                | André Ventura Sousa            | Gaia                   | Ana Filipa Baptista        |
| 72 | 2018  | Braga               | António Fernandes              | Braga                  | Ariana Pintor (pt)         |
| 73 | 2019  | Portimão            | André Ventura Sousa            | Portimão               | Mariana Silva              |
| 74 | 2020  | Odivelas            | André Ventura Sousa            | Odivelas               | Sara Soares                |
| 75 | 2021  |                     | André Ventura Sousa            |                        | Filipa Pipiras             |
| 76 | 2022  | Leiria              | André Ventura Sousa            | Leiria                 | Mariana Sofia T. Silva     |
| 77 | 2023  | Coimbra             | José Guilherme Santos          | Vila Nova de Famalicão | Mariana Sofia T. Silva     |
| 78 | 2024  | Viseu               | Championnat annulé             | Vila Nova de Famalicão | Ana Inês Silva             |

Le championnat 2011 s'est joué lors d'un match entre le maître international Paulo Dias et le maître FIDE José Padeiro, qui s'est tenu du 21 au 24 octobre 2011 à Coimbra .
Le championnat 2013 s'est joué lors d'un match entre les maîtres internationaux Sérgio Rocha et Rui Dâmaso, du 2 au 4 octobre 2013 à Barreiro.
Le championnat mixte 2024 a été annulé à la suite d'un désaccord entre les joueurs et l'organisateur. En effet, 9 des 10 participants ont fait forfait après deux rondes seulement pour protester contre un changement de calendrier.

## Champions d'échecs par correspondance portugais
1. Virgilio Lopes  (1950-1953)
2. Joao Cordovil (1960-1963)
3. Joao Cordovil (1964-1967)
4. Alvaro Pereira - Luis Santos (1976-1978)
5. Joao Cordovil (1985-1988)
6. Joao cordovil (1989-1991)
7. Jose Goncalves  (1992-1995)
8. Jose Goncalves (1996-1999)
9. Antonio Demetrio (2000-2003)
10. Joaquim Pedro Soberano (2003-2006)
11. Fernando Costa Cleto (2005-2007)  [8]
12. Antonio Brito Moura (2011-2012)  [9]
13. Carlos Salvador Marques (2015-2018)  [10]